# 龙江菜
龙江菜是指黑龙江的地方菜肴，为中国菜系之一。
龙江菜主要是鲁菜、东北菜、朝鲜菜和俄式西餐等基础之上，结合黑龙江地大物博，野生动植物丰富的地域特点以及北方人民喜好鲜、补的饮食习惯而慢慢形成的一种菜系。

## 基本特点
龙江菜选料严谨，取料鲜活，崇尚滋补，以珍、鲜、清、补和绿色天然食品著称，尤以烹制山珍、野味、肉禽、淡水鱼虾为长；烹制技法多样，讲究口味的香醇、鲜嫩、爽润、咸淡相宜；刀法精湛，讲究造型、火候，擅长刀工、勺工，注重复合技法和吸收其它菜系烹饪技法；合理配料，讲究营养健身，形成了天然、绿色、营养、健康的科学饮食概念和独具关东特色的龙江菜系。

## 经典名宴
飞龙宴、康熙东巡宴、乾隆鳇鱼宴、渤海鹑宴、镜泊湖风味鱼宴、兴凯湖大白鱼宴等。

## 代表菜肴
冰糖雪蛤、宫廷白肉血肠、努尔哈赤黄金肉、精排烀土豆、红烧大马哈鱼、烤狗肉、锅包肉、叉烧野猪肉、烩鹿尾、飞龙汤等。

## 特色小吃
黑龙江各地的特色小吃有哈尔滨红肠、风干肠、粉肠、松仁小肚、鸡西大冷面、鸡西刀削面、烤冷面、得莫利炖活鱼、同江赫哲族风味生鱼片、塔拉哈（半熟烤鱼）、齐齐哈尔烤肉、鸡西辣菜，此外还有百姓间脍炙人口的地三鲜、锅包肉、筋头巴脑、酱骨、熏肉、猪肉炖粉条、小鸡炖蘑菇、杀猪菜等家常菜肴。